# SM 플레이어
SM플레이어는 랑또 작가가 네이버에서 매주 일요일에 연재했던 완결 웹툰이다.

## 등장 인물
- 김한일:25세 남자 주인공 역할이다.

- 박세훈: 27세 남자 주인공 역할이다.

- 조세호: 25세, 여자 주인공 역할이다.

- 조인성: 36세, 남자 조연 역할이다.

- 장혜미: 26세, 여자 조연 역할이다.

- 이현승: 26세, 남자 단연 역할이다.

- 장미미: 25세, 여자 단역 역할이다.

- 이규수: 32세, 남자 단역 역할이다.

- 김신혜: 24세, 여자 엑스트라 역할이다.